# Bóna Zoltán (lelkész)
Bóna Zoltán (Kiskunlacháza, 1956. december 16. –) magyar református lelkész, újságíró, teológus; a Theologiai Szemle főszerkesztője.

## Életrajz
Középfokú tanulmányait a Debreceni Református Kollégium Gimnáziumban végezte. 1975 és 1981 között a Budapesti Református Teológiai Akadémián tanult, ahol lelkészi oklevelet szerzett. 1981 és 1982 között ösztöndíjjal tanult az Amerikai Egyesült Államokban a chicagói McCormick Teológiai Szemináriumon, ahol magiszteri fokozatot kapott. 1992-ben az atlantai Columbia Teológiai Szemináriumon teológiai doktorátust kapott.
1991 és 1998 között, illetve 2005 és 2011 között a Magyarországi Egyházak Ökumenikus Tanácsának főtitkára és ezáltal a Theologiai Szemle főszerkesztője. 1987 óta magyarországi felelőse az az atlantai Columbia Teológiai Szeminárium „Alternative Context for Ministry” programjának.
Délegyházán és Dunavarsányban lelkipásztorként szolgál.
Fia, ifj. Bóna Zoltán politikus, 2014 óta országgyűlési képviselő.